# Propoziție circumstanțială de timp
Propoziția subordonată circumstanțială de timp sau temporală constituie în frază o realizare propozițională a complementului circumstanțial de timp.

## Întrebări
- când, de când, până când, cât timp, de cât timp?

## Termeni regenți
- verb predicativ: Elevii învață după ce termina orele.
- locuțiune verbală predicativă: Copilul și-a dat seama când a greșit.
- interjecție predicativă: Hai când vrei!
- adjectiv: Elevii devin silitori când au examen.
- adverb: Acum, când imi aduc aminte, regret.

## Elemente de relație
- adverbe relative (când, cât, cum): Când l-am văzut, l-am certat.
- conjuncții și locuțiuni conjuncționale subordonatoare (înainte să, până ce, până să, după ce, îndată ce, de când, în timp ce, pe când, câtă vreme, ori de câte ori): În timp ce fata dormea, pisica a spart vaza.
- pronume și adjective pronominale relative și nehotărâte: A ajuns înaintea cui dorea. Te-am așteptat până la ce oră ai vrut.

## Elemente corelative
- adverbe corelative (atunci, îndată etc.): Când nu vrei ceva, atunci se întampla. Cum ne-a văzut, îndată a fugit.

## Topica și punctuația
Propoziția circumstanțială de timp stă, de obicei, dupa propoziția regentă și nu se desparte prin virgulă de aceasta. Când stă înaintea regentei se desparte prin virgulă, dacă nu se insistă asupra ei și când în regentă apare un adverb corelativ